# Forcipomyia cylindrica
Forcipomyia cylindrica är en tvåvingeart som beskrevs av Wirth och Dow 1972. Forcipomyia cylindrica ingår i släktet Forcipomyia och familjen svidknott.
Artens utbredningsområde är El Salvador. Inga underarter finns listade i Catalogue of Life.